# Giovanni Fazio
Giovanni Gene Fazio (San Antonio, 26 de maio de 1933) é um astrofísico estadunidense.
Apresentou a Henry Norris Russell Lectureship de 2015. É fellow da American Physical Society, da Royal Astronomical Society e da Associação Americana para o Avanço da Ciência.